# Schwedeneck
Schwedeneck är en kommun i Kreis Rendsburg-Eckernförde i förbundslandet Schleswig-Holstein i Tyskland.
Kommunen ingår i kommunalförbundet Amt Dänischenhagen tillsammans med ytterligare tre kommuner.